# Josep Borrell
Josep Borrell Fontelles (ur. 24 kwietnia 1947 w La Pobla de Segur) – hiszpański polityk, ekonomista i inżynier, działacz Hiszpańskiej Socjalistycznej Partii Robotniczej (PSOE), przewodniczący Parlamentu Europejskiego w latach 2004–2007, poseł do Kongresu Deputowanych, minister robót publicznych i transportu (1991–1993), minister robót publicznych, transportu i środowiska (1993–1996), minister spraw zagranicznych, europejskich i kooperacji (2018–2019), wiceprzewodniczący Komisji Europejskiej oraz wysoki przedstawiciel Unii do spraw zagranicznych i polityki bezpieczeństwa (2019–2024).

## Życiorys
Z wykształcenia inżynier aeronautyki, ukończył w 1969 studia na Universidad Politécnica de Madrid. Uzyskał doktorat z nauk ekonomicznych na stołecznym Uniwersytecie Complutense w Madrycie. Odbył studia podyplomowe w zakresie matematyki stosowanej (na Uniwersytecie Stanforda w Kalifornii) i gospodarowania energią (w paryskim Institut français du pétrole).
W latach 1969–1982 pracował jako wykładowca akademicki, był m.in. dziekanem wydziału ekonomicznego Uniwersytetu Complutense w Madrycie. W 1987 wszedł w skład władz centralnych Partii Socjalistów Katalonii, a w 1992 do ścisłego kierownictwa PSOE. Był radnym Madrytu i posłem do regionalnego parlamentu (od 1979 do 1982). W latach 1986–2004 zasiadał w Kongresie Deputowanych. W rządach Felipe Gonzáleza był sekretarzem stanu w resorcie finansów (1984–1991), następnie ministrem robót publicznych i transportu (1991–1993) oraz ministrem robót publicznych, transportu i środowiska (1993–1996). Wchodził później w skład Konwentu Europejskiego.
W wyborach w 2004 uzyskał mandat posła do Parlamentu Europejskiego. Przystąpił do Grupy Socjalistycznej, od lipca 2004 do stycznia 2007 był przewodniczącym Europarlamentu, w którym zasiadał do 2009. W styczniu 2010 został prezydentem European University Institute we Florencji.
W czerwcu 2018 powrócił do administracji rządowej, obejmując stanowisko ministra spraw zagranicznych, europejskich i kooperacji w nowo utworzonym rządzie Pedra Sáncheza. W 2019 był liderem listy wyborczej PSOE do Europarlamentu, zrezygnował jednak z objęcia uzyskanego mandatu.
Z hiszpańskiego gabinetu odszedł w związku z objęciem (od 1 grudnia 2019) funkcji wiceprzewodniczącego Komisji Europejskiej kierowanej przez Ursulę von der Leyen (odpowiedzialnego za silniejszą pozycję Europy na świecie) oraz stanowiska wysokiego przedstawiciela Unii do spraw zagranicznych i polityki bezpieczeństwa. Zakończył urzędowanie wraz z całą KE w 2024.

## Życie prywatne
Jego pierwszą żoną była Caroline Mayeur, z którą ma dwoje dzieci. Josep Borrell poznał ją w założonym przez przybyłych z Polski Żydów kibucu Galon w Izraelu, gdzie w 1969 udzielał się jako wolontariusz. Małżeństwo zakończyło się rozwodem.
Od końca lat 90. partner życiowy Cristiny Narbony, z którą zawarł związek małżeński w 2018.

## Odznaczenia
- Wielki Order Królowej Jeleny (Chorwacja, 2006)[10]
- Order „Za zasługi” I klasy (Ukraina, 2022)[11]
- Krzyż Wielki z Odznaką Białą Krzyża Zasługi Lotniczej (Hiszpania, 2024)[12]